# Petrus Elvius
Petrus Elvius eller Per Elvius d.ä., född 24 september 1660 i Rättvik, död 12 januari 1718 i Uppsala, var en svensk professor i astronomi och rektor för Uppsala universitet.

## Biografi
Petrus Elvius var faderns, Gustav Johan Elvius', enda barn i det första äktenskapet med Anna Petersdotter Gangia. Modern avled året efter att Petrus Elvius föddes, och fadern gifte då om sig. Petrus fick fjorton halvsyskon genom faderns andra äktenskap. Gustav Johan Elvius var kyrkoherde och sedermera prost, men när Petrus Elvius kom till Uppsala universitet 1677 var det som fattig student.
En av Elvius lärare var Petrus Hoffvenius, och det synes stå klart att Elvius tog till sig den cartesianska filosofin. Han fick en vän för livet i Christopher Polhem som studerade samtidigt som honom. Petrus Elvius gjorde sig som student snart uppmärksammad i matematik. Han disputerade två gånger 1688, andra gången pro gradu, och blev adjunkt vid filosofiska fakulteten 1692. Han var redan då en populär föreläsare, möjligen delvis för att han undervisade på svenska. Samma år gifte han sig med Magdalena Buskagria som var dotter till professor Johannes Petri Buskagrius som blivit avsatt från sitt ämbete sedan han drabbats en djup depression, vilken gjorde honom oförmögen att undervisa. Magdalenas mor var dotter till Kristina Rudbeckia, och Elvius' äktenskap innebar att han hamnade i universitetets innersta släktkrets.
Han disputerade ännu en gång 1696 med Pes Suethicus, som handlar om meteorologi, och utkom året därefter med en lärobok om observationskonst samt därefter en logaritmtabell. 1699 avled professor Anders Spole, och han hade bett att mågen Nils Celsius skulle få efterträda honom. Celsius var emellertid avskydd av Olof Rudbeck d.ä. En annan kandidat till professuren var Sven Dimberg som var professor i Dorpat och vilken var den förste svensk som föreläst om Newton. På grund av sin popularitet utsågs i stället Elvius till professor i matematik och astronomi. Av motiveringen att döma verkar Elvius ha uppfunnit ett planetarium som han använde i undervisningen.
Elvius' inställning till Copernicus världssystem är oklar. Hans insatser på universitetet är snarare som handledare och föreläsare än som vetenskapsman, där han var en trogen arvtagare till Spole. Han ägde ett exemplar av en bok av Newton, men avfärdade gravitationsteorin liksom de flesta andra i hans tid gjorde. Elvius ansåg att gravitationsteorin bara var abstraktioner och ingen fysik, vilket han skriver i ett brev till Emanuel Swedenborg. Vid branden 1702 förstördes Spoles astronomiska observatorium, varpå Elvius, som inte lyckades finna finanser till att bygga ett nytt, fick undervisa i Gustavianum. En del av föreläsningarna fick företas nattetid på kullar utanför staden. Trots avsaknaden av instrument observerade Elvius en komet 1715. 1711 började Elvius, Lars Roberg, Erik Benzelius d.y. och några fler att föra protokollförda diskussioner om Newton. Han framlade 25 vetenskapliga arbeten, och var en av grundarna till  Collegium Curiosum som skulle utgöra embryot till vad som senare skulle bli Kungliga Vetenskaps-Societeten i Uppsala. 1707 började han och professor Samuel Krook att utge almanackor. Han var universitetets rektor 1705, 1711 och 1717.
1707 blev Elvius änkling, och han gifte om sig två år senare med den tämligen rika arvtagerskan Anna Maria Spole, Anders Spoles dotter. Han blev därigenom svåger med sin forne konkurrent Anders Celsius. Hustruns arv gjorde att han hade råd att köpa Gottsunda, ett stenhus i Fågelsången och en gård i Uppsala. I sitt äktenskap med Anna Maria Spole blev Elvius far till matematikern Pehr Elvius d.y., samt till professorskan Strömer, Anna Maria Elvia som var berömd för sin lärdom. I första äktenskapet föddes Anna Kristina som gifte sig med prosten Strangh.
Elvius är begravd i Anders Spoles grav i Uppsala domkyrka. Dottern Anna Maria uppförde ett påkostat epitafium över sin far.